# The first 100 years: Stockholm School of Economics
The first 100 years: Stockholm School of Economics är en monografi av författaren Jonas Rehnberg, utgiven 2009 på Informationsförlaget i Stockholm.

## Innehåll
Boken skildrar Handelshögskolan i Stockholms historia från högskolans grundande 1909 till 100-årsjubileet 2009.